# Wilhelmina van Naaldwijk

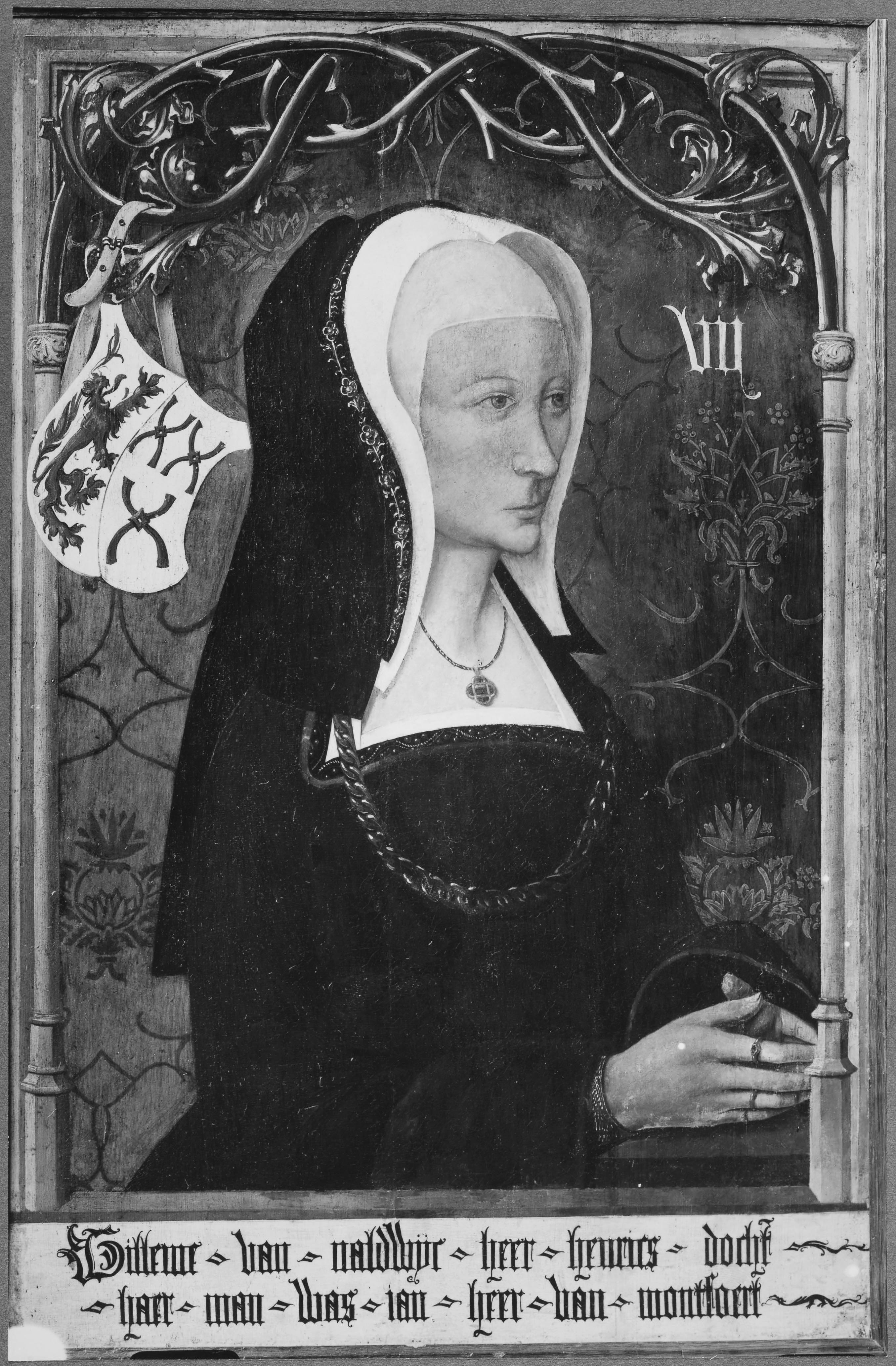
afbeelding Wilhelmina van Naaldwijk.

Wilhelmina van Naaldwijk (±1450 - 1504) was door huwelijk burggravin van Montfoort.

## Levensloop
Ze was een dochter van Hendrik IV van Naaldwijk en Machteld van Raaphorst. Ze huwde met Jan III van Montfoort, waardoor twee voorname oud Hollandse riddergeslachten samen kwamen die zeer "Hoeks" gezind waren. Wilhelmina zou tijdens het Beleg van Montfoort in de zomer van 1490, zich heldhaftig verdedigd hebben in harnas met hellebaard in de hand, tegen de opdringende belegeraars onder Albrecht van Saksen tijdens de Jonker Fransenoorlog.
Ondanks dat ze geen erfopvolger van het huis Naalwijk was, had ze wel haar eigen portret geschilderd gekregen, mogelijk in eigen opdracht rond 1500. Haar afbeelding en van een aantal heren van Naaldwijk hebben de tand des tijds overleefd, dankzij een redding van de schilderijen uit kasteel Honselaarsdijk tijdens een plundering van de Watergeuzen in 1577

## Huwelijk en kinderen
Ze huwde op 16 december 1475 met Jan III van Montfoort: met hem kreeg ze minstens een zoon en twee dochters.
- Zweder van Montfoort (1471/72 - voor 1500) maakte deel uit van de driekoppige commissie die Jonker Frans verkoos als Hoekse leider (zie: Jonker Fransenoorlog)
- Machteld van Montfoort (1475 -1550)
- Barbara van Montfoort (1480 - 1 maart 1527), huwde met Maximiliaan van Horne, heer van Gaasbeek.